# Гренадерская улица (Пушкин)
Гренаде́рская у́лица — улица в городе Пушкине (Пушкинский район Санкт-Петербурга). Проходит от Гвардейского бульвара до Красносельского шоссе.
Улицу построили в 2007 году в связи с застройкой территории жилыми домами. 31 марта 2008 года ей присвоили название Гренадерская. Название дано в память о том, что в этом районе квартировал лейб-гвардии Гренадерский полк.
Несмотря на то что официально Гренадерская улица идет до Красносельского шоссе, участок, примыкающий к шоссе, закрыт забором.
До 2013 года адреса по Гренадерской улице не было ни у одного дома. Это было связано с тем, что построенным вдоль неё жилым домам присваивали адреса до марта 2008 года. В 2013 году новопостроенным домам присвоили два адреса по Гренадерской — 12, корпус 1, и 12, корпус 2.

## Перекрёстки
- Гвардейский бульвар
- Госпитальный переулок
- Красносельское шоссе